# Шербо Растодер
Шербо Растодер (Радманци, 13. август 1956) јесте црногорски историчар, главни уредник „Алманаха” - часописа за бошњачку историју и културу у Црној Гори и професор универзитета.

## Биографија
Основну школу и гимназију завршио је у Бару. Дипломирао је, магистрирао и докторирао на Филозофском факултету Универзитета у Београду - одсјек за историју код ментора проф. др Бранка Петрановића. Основни предмет научног интересовања је историја Црне Горе и Југославије 19. и 20. вијека и теоријско-методолошки проблеми историјске науке.
Растодер је аутор и коаутор више научних монографија, преко 100 научних прилога, чланака и расправа и преко 100 приказа, прилога, биљешки и осврта, као и више од 150 енциклопедијских јединица за "Енциклопедију Црне Горе" и "Црногорску енциклопедију".
За разлику од дијела историчара из данашње Црне Горе Растодер не негира српско поријекло Црногораца и династије Петровић Његош али дату чињеницу самосвојно тумачи као фазу у развоју црногорске нације.
Он предаје на на Филозофском факултету у Никшићу (одсјек за историју и географију), Правном факултету у Подгорици (правно-политичке студије и постдипломске студије – Центар за европске и југоисточноевропске студије) и Филозофском факултету у Тузли (постдипломске студије-одсјек за историју).
Редовни је члан Дукљанске академије наука и умјетности до 2004, члан је Одбора за историјске науке Црногорске академије наука и умјетности, члан Управног одбора Матице црногорске, члан Управног одбора Института за отворено друштво Црна Гора 1999- 2002, члан Управног одбора Историјског института Црне Горе од 2001. године, члан Управног одбора Центра за људска права при Универзитету Црне Горе, члан Редакције Енциклопедије Црне Горе (уредник тематске области), замјеник главног уредника Црногорске енциклопедије, члан Предсједништва Друштва историчара Црне Горе, потпредсједник је Националног комитета за дијаспору, итд.
Учествовао је на изради више пројеката међународног карактера, округлих столова и трибина из области историје, људских права,интеретничких односа, медија и културе. Члан је експертског тима Уједињених нација у тиму од 100 научника из читавог свијета на пројекту Dissolution of Yugoslavia, секција Indepedendence & the Fate of Minorities. Уредник и рецензент више од тридесет монографских издања из области друштвених наука.
Предсједник Форума Бошњака-Муслимана Црне Горе 2002- 2004. Покретач и главни и одговорни уредник "Алманаха", часописа за проучавање, заштиту и презентацију културно-историјске баштине Бошњака-Муслимана Црне Горе од 1999. године. Био је потпредсједник партије Уједињена реформска акција.
2021. године напустио је УРУ.
За ванредног члана Црногорске академије наука и умјетности изабран је 14. маја 2012, а за редовног 18. децембра 2018.
За свој научни рад добио је значајне награде: Тринаестојулску награду, Награду ослобођења Бара, Награду ослобођења Рожаја, Награду ослобођења Петњице, као и више златних плакета, диплома и других признања. Један је од 33 добитника признања „Ескишехир 2013” од стране асоцијације која покрива простор од 320 милиона људи за допринос у науци и култури, које се додељује интелектуалцима из читавог света.

## Одабрана дела
- "Др Никола Добречић, архибискуп барски и примас српски 1872-1955", Будва, 1991.
- "Животна питања Црне Горе 1918- 1929", Бар, 1995.
- "Политичке борбе у Црној Гори 1918-1929", Београд, 1996.
- "Скривана страна историје: Црногорска буна и одметнички покрет 1918—1929", I-IV, Бар, 1997.
- "Црна Гора у егзилу 1918-1925", I-II, Подгорица, 2004.